# Parowa (powiat kościerski)
Parowa – osada w Polsce położona w województwie pomorskim, w powiecie kościerskim, w gminie Dziemiany.
W latach 1975–1998 miejscowość położona była w województwie gdańskim.